# 무닝

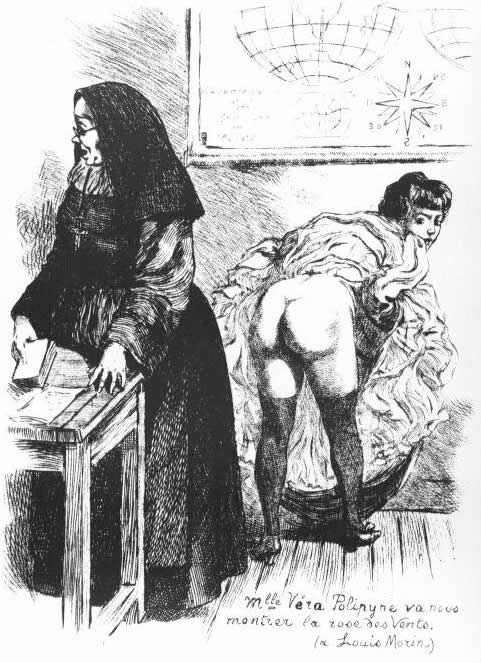
여성이 드레스를 올리고 수녀를 무닝하는 그림 (1905)

무닝(mooning)은 옷을 벗어서 볼기를 드러내는 행위로, 예를 들어 바지와 팬티의 뒷면을 내리고, 보통 몸을 구부리고, 또한 잠재적으로 생식기를 노출시키기도 한다. 무닝은 영어권에서 항의, 경멸, 무례, 도발을 표현하기 위해 사용되지만, 무닝은 충격적인 가치, 재미, 농담 또는 노출증의 한 형태로 사용될 수 있다. 마오리족은 whakapohane라고 알려진 무닝의 형태를 가지고 있는데, 이것은 모욕의 형태이다.
일부 관할 구역에서는 무닝을 외설적인 노출로 간주하기도 하며, 때로는 상황에 따라 다르다.

## 단어 역사
달(Moon)은 1743년부터 영어에서 볼기의 일반적인 모양 은유였고, 동사에서 to moon은 1601년부터 "(달)빛에 노출하다"("to expose to (moon)light")를 의미했다.